# Loboscelidia do
Loboscelidia do (лат. ) — вид ос-блестянок рода Loboscelidia из подсемейства Loboscelidiinae (Chrysididae). Юго-Восточная Азия: северный Вьетнам. Название происходит от вьетнамского слова «do» (красный) по соответствующей окраске тела.

## Описание
Мелкие осы-блестянки (длина 3,3—3,9 мм). Тело, усики и ноги красновато-коричневые; фланцы ног желтовато-коричневые; лентовидные волоски беловато-желтые. От близких видов отличается следующими признаками: длина LOL (lateral ocellar line) менее чем в 0,2 раза длиннее MOD (median ocellus diameter); фланец передних голеней значительно шире трубчатой части; фланец задних голеней значительно шире трубчатой части заднего бедра; членик жгутика усика F11 менее чем в 3,5 раза длиннее ширины. Усики прикрепляются горизонтально на носовом фронтальном выступе. Голова сзади переходит в шееподобный выступ, покрытый щетинками. Тегулы очень крупные, покрывают основания крыльев. В передних крыльях отсутствуют стигма, костальная и субкостальная жилки. Предположительно, как и другие виды своего рода, паразитоиды, в качестве хозяев используют яйца палочников (Phasmatodea). Вид был впервые описан в 2023 году японскими гименоптерологами Yu Hisasue и Toshiharu Mita (Entomological Laboratory, Университет Кюсю, Фукуока, Япония) и вьетнамским энтомологом Thai-Hong Pham (Mientrung Institute for Scientific Research, Вьетнамская академия наук и технологий (VAST), Хюэ, Вьетнам).